# Suldrup
Suldrup ist ein Ort im Norden der dänischen Halbinsel Jütland. Er gehört zur Gemeinde Rebild in der Region Nordjylland und zählt 1376 Einwohner (Stand 1. Januar 2025).
Im Ort findet sich der Suldrupsten, ein Runenstein, das Ganggrab Alsing Høje in der Rodsted Mark, westlich von Suldrup und das Ganggrab Stenshøj mit Nebenkammer.

## Entwicklung der Einwohnerzahl
| Jahr             | Einwohner |
| ---------------- | --------- |
| 9. November 1970 | 793       |
| 1. Januar 1976   | 910       |
| 1. Januar 1981   | 935       |
| 1. Januar 1986   | 978       |
| 1. Januar 1990   | 1032      |
| 1. Januar 1996   | 1066      |
| 1. Januar 2000   | 1103      |
| 1. Januar 2004   | 1132      |
| 1. Januar 2008   | 1217      |
| 1. Januar 2009   | 1240      |
| 1. Januar 2010   | 1219      |

## Verwaltungszugehörigkeit
- bis 31. März 1970: Landgemeinde Sønderup-Suldrup, Ålborg Amt
- 1. April 1970 bis 31. Dezember 2006: Støvring Kommune, Nordjyllands Amt
- seit 1. Januar 2007: Rebild Kommune, Region Nordjylland